# アレスタコレクション
『アレスタコレクション』はエムツーより2020年12月24日に発売されたゲームソフトである。
本作には、旧コンパイルが開発・セガが発売を担当したシューティングゲーム『アレスタ』シリーズの中から海外版を含む5タイトルと、本作用に作られたゲームギアの新作『GGアレスタIII』が収録されている。また、同社が展開する「M2ショットトリガーズ」シリーズの第6弾であり、同シリーズのガジェットとユーティリティ機能が実装される。
なお、限定版は『ゲームギアミクロ』のホワイトバージョンと『Power Strike II』の視認性に対応して設計された『ビッグウインドー』が同梱されている。

## 開発
本作の構想は2008年に『セガエイジス2500シリーズ』が完結した後に堀井直樹から本作を提案したところから始まり、周囲の関係者は反応が良かったものの、同シリーズの展開が本格的に終了した事で本作の構想は凍結された。
構想の再開は『アレスタブランチ』にゲームギアミクロ付きの限定版を提案したところから始まり、検討を立てたが完全新作は基本的に間に合わないという理由で予定を穴埋めする形で過去作を収録した本作の制作を再開する事になり、企画書に「新作『GGアレスタ3』を作ります!」と書かれた。
『GGアレスタ3』は『アレスタブランチ』の開発が精一杯でそれどころではなかった為、別のスタッフに託すように申し出たところ、並木学を選んだ際に速い段階から人員を手配し、開発を進める事になった。開発期間が限られており当初は2分モードのみで行われたが、並木は全7面の完全新作の制作をすると発言し、完全新作として完成した。

## M2ショットトリガーズシリーズからの変更点
- 「DIRECT MENU」が収録作から戻る時に小型メニューを表示せずに選択前の画面に戻るようになった。
- 「SCREEN SETTING」の画面タイプに「ノーマル又はドットバイドット（M2 GADGET）」が追加された。前作の『エスプレイド』までは画面タイプを変更するとガジェットが強制非表示されるようになっていた。
- 壁紙設定にもう2種類追加された。本作の場合は本作オリジナルだけでなく、『GGアレスタIII』の壁紙、ゲームギアを再現した壁紙。
- ギャラリーはゲームモードに表示されず「MATERIAL ROOM」のみになった。
- 家庭用ゲームの移植のためか画面回転方向は廃止。
- 「SOUND SETTING」のBGMとSOUNDPRESETの調整は廃止。

## 収録作品
- アレスタ
  - Power Strike
- GGアレスタ
- GGアレスタII
  - Power Strike II（ゲームギア版）
- Power Strike II（セガ・マスターシステム版）
- GGアレスタIII：完全新規タイトル

## ガジェット
今までのガジェットは縦画面のアーケードゲームが頻繁に使われたが、本作は初の横画面での移植であるため、アーケードより簡略化されている。